# Fabio Depaoli
Fabio Depaoli (Riva del Garda, 24 april 1997) is een Italiaans voetballer die doorgaans speelt als rechtsback. In juli 2019 verruilde hij Chievo Verona voor Sampdoria.

## Clubcarrière
Depaoli doorliep de jeugdopleiding van Chievo Verona en werd begin 2017 overgeheveld naar het eerste elftal van de club. Op 12 maart 2017 mocht de vleugelverdediger zijn professionele debuut maken. Op die dag werd in de Serie A met 4–0 gewonnen van Empoli door doelpunten van Roberto Inglese, Sergio Pellissier, Valter Birsa en Boštjan Cesar. Depaoli begon aan het duel als reservespeler en coach Rolando Maran liet hem een minuut voor tijd invallen voor Përparim Hetemaj. Een maand later, op 23 april, mocht Depaoli tegen Torino voor het eerste in de basis beginnen. Door doelpunten van Adem Ljajić en Davide Zappacosta kwam Chievo op achterstand, waarna Pellissier wat terugdeed. Uiteindelijk besliste Iago Falque de eindstand op 1–3. Depaoli werd zeven minuten voor tijd naar de kant gehaald ten faveure van Mariano Izco.
In de zomer van 2019 verkaste Depaoli voor een bedrag van circa vierenhalf miljoen euro naar Sampdoria, waar hij zijn handtekening zette onder een verbintenis voor de duur van vijf seizoenen. De verdediger werd in oktober 2020 verhuurd aan Atalanta Bergamo. In de winterstop keerde hij terug, waarna hij verhuurd werd aan Benevento. In januari 2022 werd Depaoli voor de derde maal verhuurd, ditmaal aan Hellas Verona. Na zijn terugkeer speelde Depaoli drie competitiewedstrijden voor Sampdoria, voor hij opnieuw gehuurd werd door Hellas. Na zijn terugkeer in de zomer van 2023 werd zijn verbintenis bij Sampdoria opengebroken en met vijf seizoenen verlengd. Vanaf het seizoen 2023/24 speelde Depaoli ook een grotere rol in het eerste elftal van Sampdoria, dat het jaar ervoor was gedegradeerd naar de Serie B.

## Clubstatistieken
| Seizoen | Club               | Competitie | Competitie | Competitie | Beker | Beker | Internationaal | Internationaal | Totaal | Totaal |
| Seizoen | Club               | Competitie | Wed.       | Dlp.       | Wed.  | Dlp.  | Wed.           | Dlp.           | Wed.   | Dlp.   |
| ------- | ------------------ | ---------- | ---------- | ---------- | ----- | ----- | -------------- | -------------- | ------ | ------ |
| 2016/17 | Chievo Verona      | Serie A    | 6          | 0          | 1     | 0     | —              | —              | 7      | 0      |
| 2017/18 | Chievo Verona      | Serie A    | 19         | 0          | 1     | 0     | —              | —              | 20     | 0      |
| 2018/19 | Chievo Verona      | Serie A    | 33         | 0          | 1     | 0     | —              | —              | 34     | 0      |
| 2019/20 | Sampdoria          | Serie A    | 29         | 0          | 0     | 0     | —              | —              | 29     | 0      |
| 2020/21 | Sampdoria          | Serie A    | 2          | 0          | 0     | 0     | —              | —              | 2      | 0      |
| 2020/21 | → Atalanta Bergamo | Serie A    | 5          | 0          | 1     | 0     | 1              | 0              | 7      | 0      |
| 2020/21 | → Benevento        | Serie A    | 15         | 0          | 0     | 0     | —              | —              | 15     | 0      |
| 2021/22 | Sampdoria          | Serie A    | 6          | 0          | 2     | 0     | —              | —              | 8      | 0      |
| 2021/22 | → Hellas Verona    | Serie A    | 18         | 1          | 0     | 0     | —              | —              | 18     | 1      |
| 2022/23 | Sampdoria          | Serie A    | 3          | 0          | 0     | 0     | —              | —              | 3      | 0      |
| 2022/23 | → Hellas Verona    | Serie A    | 32         | 2          | 0     | 0     | —              | —              | 32     | 2      |
| 2023/24 | Sampdoria          | Serie B    | 33         | 4          | 2     | 0     | —              | —              | 35     | 4      |
| 2024/25 | Sampdoria          | Serie B    | 18         | 0          | 2     | 0     | —              | —              | 20     | 0      |
| Totaal  | Totaal             | Totaal     | 219        | 7          | 10    | 0     | 1              | 0              | 230    | 7      |

Bijgewerkt op 30 december 2024.